# Atopocnema brunnipennis
Atopocnema brunnipennis är en tvåvingeart som beskrevs av Frey 1932. Atopocnema brunnipennis ingår i släktet Atopocnema och familjen bredmunsflugor.
Artens utbredningsområde är Ghana. Inga underarter finns listade i Catalogue of Life.